# Брокдорф
Брокдорф (њем. Brokdorf) општина је у њемачкој савезној држави Шлезвиг-Холштајн. Једно је од 112 општинских средишта округа Штајнбург. Према процјени из 2010. у општини је живјело 1.034 становника. Посједује регионалну шифру (AGS) 1061018.

## Географски и демографски подаци
Брокдорф се налази у савезној држави Шлезвиг-Холштајн у округу Штајнбург. Општина се налази на надморској висини од 1 метара. Површина општине износи 19,8 km². У самом мјесту је, према процјени из 2010. године, живјело 1.034 становника. Просјечна густина становништва износи 52 становника/km².